# Retrato de Pierre Quthe
Retrato de Pierre Quthe es un cuadro del pintor François Clouet, realizado en 1562, que se encuentra en el Museo del Louvre.

## El tema

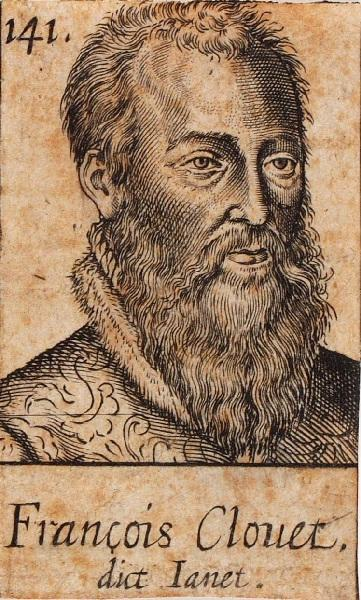
Retrato de François Clouet grabado por Léonard Gaultier.

En este retrato, François Clouet deja patente su labor como pintor de cámara del rey Francisco I de Francia, mostrando en este trabajo, el retrato de su amigo el boticario Pierre Quthe, uno de los dos únicos cuadros firmados junto a Dama en el baño de la Cook Collection, Richmond (c. 1570).

## Descripción de la obra
El retratado figura de tres cuartos, mirando al espectador con un libro herbario abierto a su izquierda que muestra cual es su profesión, tradición que heredarán posteriormente Velázquez o Rembrandt. No hay otros muebles en la escena que resten protagonismo al boticario sino únicamente una cortina de seda, primorosamente plasmada con sus pliegues y un tono verde con visos dorados.